# セルビア義勇親衛隊

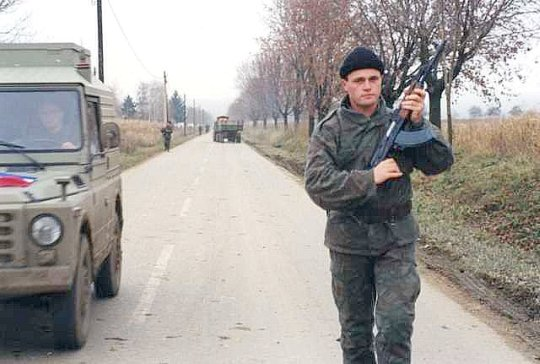
防衛隊の兵士 (1991年)

セルビア義勇防衛隊（セルビアぎゆうしんえいたい、セルビア語:Српска добровољачка гарда / Srpska dobrovoljačka garda）は志願制による準軍事組織であり、ユーゴスラビア紛争の期間中、設立者のジェリコ・ラジュナトヴィッチ（アルカン）の指揮下で戦闘に加わった。
セルビア義勇防衛隊の構成員らは、「虎」、あるいは「アルカンの虎」（Арканови Тигрови, Arkanovi Tigrovi）と呼ばれ、クロアチア（1991年 - 1992年）、ボスニア・ヘルツェゴビナ（1992年 - 1995年）、コソボ（1998年 - 1999年）での戦闘に参加し、多くの戦争犯罪に関与した。

## 歴史
防衛隊は1990年10月11日に、サッカー・クラブ、レッドスター・ベオグラードのファン組織Delije Severから集めた志願者20人によって発足した。最盛期には1万人を超す兵士が属していたと報じられている。
防衛隊の司令部と訓練地はエルドゥト（Erdut）、および東スラヴォニア（1995年にクライナ・セルビア人共和国が制圧されるまで）にあった。防衛隊は、クロアチア領内でセルビア人住民が多数であった地域で設立されたクライナ・セルビア人共和国の通常戦力として従事し、同地域の領土防衛の任務を負っていた。
セルビア義勇防衛隊は1996年4月に公式に解体された。指導者のジェリコ・ラジュナトヴィッチ以外では、ラジュナトヴィッチの右腕として知られるネボイシャ・ジョルジェヴィッチ（Nebojša Đorđević）、ミロラド・ウレメク（Milorad Ulemek）らがいた。
防衛隊の兵士らは、1998年にコソボでアルバニア人が独立を求めて反乱を起こした際、ユーゴスラビアの軍や警察軍(JSO、通称「レッドベレー」)に加わるよう命じられ、コソボ紛争に参加した。
2003年、元防衛隊のズヴェズダン・ヨヴァノヴィッチ(Zvezdan Jovanović,当時の役職は警察軍中佐)がゾラン・ジンジッチ首相を狙撃により殺害した。

## 戦争犯罪の嫌疑
ジェリコ・ラジュナトヴィッチは1997年に旧ユーゴスラビア国際戦犯法廷から、セルビア義勇防衛隊の指揮官として各種の人道に対する罪、ジュネーヴ条約違反や、戦時国際法への違反の容疑で訴追された。その中には、1992年のビイェリナ（Bijeljina）およびズヴォルニク(Zvornik）における民族浄化への参加も含まれる。旧ユーゴスラビア国際戦犯法廷はまた、およそ70人のボシュニャク人の男性がアルカンの指令の下でサンスキ・モスト（Sanski Most）近辺で1995年9月に殺害されたことを挙げている。

## 構成者
- ジェリコ・ラジュナトヴィッチ - 設立者、指導者
- ボリスラヴ・ペレヴィッチ（Borislav Pelević）
- ミロラド・ウレメク（Milorad Ulemek）
- ズヴェズダン・ヨヴァノヴィッチ（Zvezdan Jovanović）